# بخش بیرچ، شهرستان بلترامی، مینه سوتا
بخش بیرچ (به انگلیسی: Birch Township) یک منطقهٔ مسکونی در ایالات متحده آمریکا است که در شهرستان بلترامی، مینه‌سوتا واقع شده‌است.
 بخش بیرچ ۹۳٫۶ کیلومتر مربع مساحت و ۱۱۶ نفر جمعیت دارد و ۴۱۵ متر بالاتر از سطح دریا واقع شده‌است.